# Малшиці (Лодзинське воєводство)
Малшиці (пол. Małszyce) — село в Польщі, у гміні Лович Ловицького повіту Лодзинського воєводства.
Населення — 287 осіб (2011).
У 1975-1998 роках село належало до Скерневицького воєводства.

## Демографія
Демографічна структура станом на 31 березня 2011 року:
|          | Загалом | Допрацездатний вік | Працездатний вік | Постпрацездатний вік |
| -------- | ------- | ------------------ | ---------------- | -------------------- |
| Чоловіки | 155     | 25                 | 110              | 20                   |
| Жінки    | 132     | 33                 | 78               | 21                   |
| Разом    | 287     | 58                 | 188              | 41                   |